# تحلیل تکنیکال

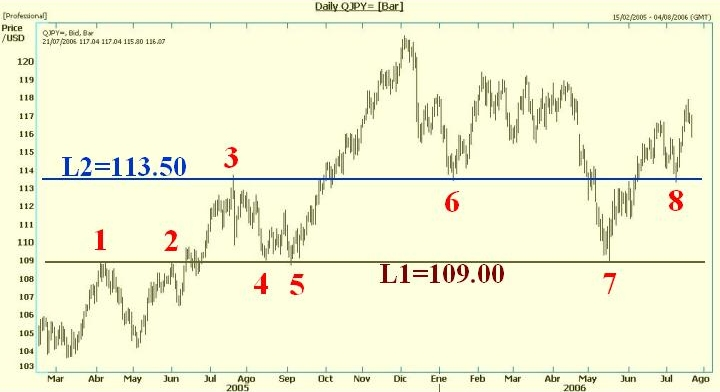
نمودار سطوح مقاومت و پشتیبان در یکی از بازارهای سهام

تحلیل فنی یا تحلیل تکنیکال (به انگلیسی: Technical Analysis) در بازارهای مالی، به روش تجزیه و تحلیل قیمت، برای پیش‌بینی جهت تغییر قیمت‌ها از طریق بررسی داده‌های گذشته بازار، مانند قیمت و حجم می‌گویند. تحلیل‌گران تکنیکال با این استدلال که عرضه و تقاضا در نهایت تعیین‌کنندهٔ قیمت می‌شود، به بررسی و مطابقت نمودارهای قیمت گذشته و شناسایی الگوهای مختلف و تکرارشونده می‌پردازند تا قیمت آیندهٔ یک دارایی را پیش‌بینی می‌کنند. اصطلاح تحلیل تکنیکال نخستین بار از سوی چارلز داو در اواخر قرن ۱۹ میلادی معرفی شد. تحلیل تکنیکال بر پایهٔ این فرض انجام می‌شود که فعالیت‌های معاملاتی گذشته می‌توانند تأثیر چشم‌گیری در روند آیندهٔ بازار داشته باشند. به تعبیری دیگر، آینده برگرفته از رفتار گذشته است. معامله‌گرانی که از تحلیل تکنیکال استفاده می‌کنند، از ابزارها و معیارهای گوناگونی برای بررسی روند بازار (بر پایهٔ نمودارها و حرکات قیمت) بهره می‌برند. تحلیل تکنیکال، سعی در پیش‌بینی تغییر قیمت برای تقریباً هر ابزار قابل معامله‌ای دارد که عموماً تحت تأثیر عرضه و تقاضا است، از جمله سهام، قراردادهای آتی و فارکس.
با این وجود، کارایی تحلیل تکنیکال با فرضیهٔ بازار کارا زیر سؤال می‌رود، زیرا طبق این فرضیه قیمت‌های بازار در اصل پیش‌بینی‌پذیر نیستند. تا به امروز، پژوهش‌ها دربارهٔ سودمند بودن تحلیل تکنیکال نتایج چالش‌برانگیز در پی داشته است.

## اصول و مفروضات
یک اصل پایه‌ای در تجزیه و تحلیل فنی این است که قیمت گذشتهٔ بازار، بازتاب‌دهندهٔ همهٔ اطلاعات مربوط به آن بازار است؛ بنابراین یک تحلیل‌گر فنی به جای الگوهای بیرونی مانند رویدادهای خبری و اصول اقتصادی، به الگوی تاریخی معاملات یک دارایی یا اوراق بهادار نگاه می‌کند. باور بر این است که به دلیل رفتار جمعی و الگوی سرمایه‌گذاران، قیمت تمایل به تکرار دارد. از این رو تحلیل تکنیکال بر روندها و شرایط قابل شناسایی متمرکز است.

## شواهد تجربی
مؤثر بودن یا نبودن تحلیل فنی، موضوعی قابل بحث در بین کارشناسان این حوزه است. روش‌ها بسیار گوناگون هستند و تحلیل‌گران مختلف فنی می‌توانند گاهی از داده‌هایی یکسان پیش‌بینی‌های متناقضی انجام دهند. بسیاری از سرمایه‌گذاران ادعا می‌کنند که بازدهی مثبتی را تجربه می‌کنند، اما ارزیابی‌های دانشگاهی بیشتر بیانگر این مسئله هستند که توان پیش‌بینی کمی در این روش دیده می‌شود. از ۹۵ مطالعه مدرن، ۵۶ نتیجه‌گیری نشان داد که تجزیه و تحلیل فنی، نتایج مثبتی داشته است، اگرچه سوگیری جستجوی داده و دیگر مشکلات، تجزیه و تحلیل را دشوار می‌کند. پیش‌بینی غیرخطی با بهره‌گیری از شبکه‌های عصبی گاهی اوقات نتایج پیش‌بینی آماری چشمگیری ایجاد می‌کند. یک مقاله کاری فدرال رزرو دربارهٔ سطح حمایت و مقاومت در نرخ کوتاه‌مدت ارز خارجی «شواهد مهمی ارائه می‌دهد، که سطح به پیش‌بینی وقفه‌های روند داخل روز کمک می‌کند»، اگرچه «قدرت پیش‌بینی» آن سطح «متفاوت است».
از زمان رواج کامپیوترهای شخصی و اینترنت که باعث اتصال آنلاین تالار بورس اروپا، آمریکا و با بقیه دنیا شد و امکان دسترسی افراد به اطلاعات بیشتری از گذشته بازار و مهم‌تر از این اطلاعات مربوط به صف‌های خرید و فروش و در جریان بازار، که در سه سطح ۱ و ۲ و ۳ در دسترس معامله گران قرار می‌گیرد باعث قابلیت و کاربرد بیشتر تحلیل تکنیکال برای اکثر معامله‌گران شد.

## ابزارهای تحلیل فنی
ابزارهای فراوانی برای تحلیل فنی به‌کار می‌روند که برخی از آن‌ها عبارتند از:
- فیبوناچی
- چنگال اندروز
- چارت پترن
- الگوهای هارمونیک
- امواج الیوت
- اندیکاتور و اسیلاتورها
- نمودار شمعی ژاپنی
- پرایس اکشن
- خط روند
- نئو ویو

## گونه‌های تحلیل تکنیکی
تحلیل تکنیکی کلاسیک

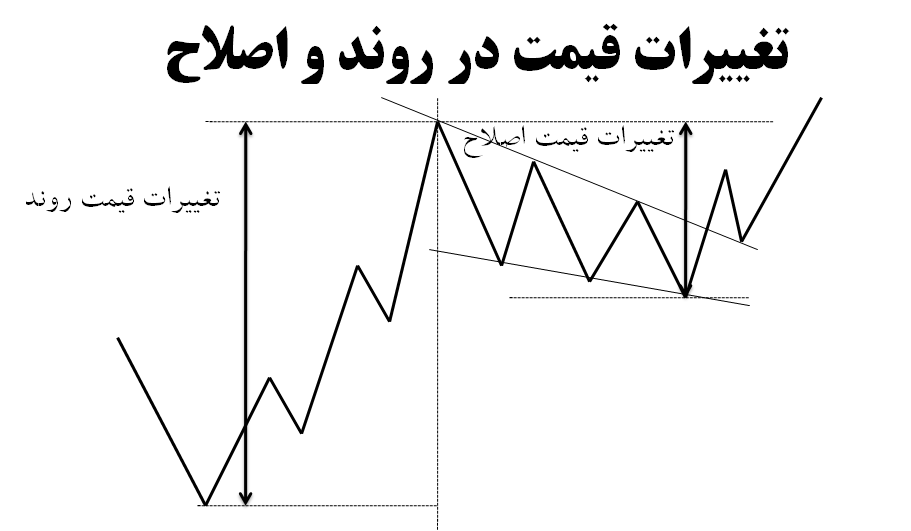
سطوح حمایت و مقاومت در روند رشد و اصلاح قیمت

تحلیل تکنیکی در اذهان عمومی روش سادهٔ تحلیل بازار و سرمایه‌گذاری است. این رویکرد با بهره‌گیری از ابزارهای ساده‌ای همچون نمودار به بررسی تغییرات قیمت یا نرخ می‌پردازد. ریشه تحلیل تکنیکی بر پایه یافته‌ها و پژوهش‌های چارلز داو استوار شده است. نظریات داو در اوایل قرن بیستم میلادی گسترش یافت و با گذشت زمان تکامل پیدا کرد. اصول نظریهٔ داو دربارهٔ یک سری حقایق طبیعی مانند روند قیمت است. آقای داو با صرف زمان بسیار و تلاش خستگی‌ناپذیر خود به بررسی بورس سهام نیویورک پرداخت و معامله‌گران را با اصول و مبانی فکری خود از طریق نوشتن مقالات در روزنامهٔ وال استریت ژورنال آشنا نمود. بررسی و پژوهش چارلز داو در بازار سهام مبدأیی برای گسترش و رشد تحلیل تکنیکی در صد سال گذشته بوده است. وی توانست با الهام از اصول طبیعی در کنار کسب تجربه و بررسی پیشینه تاریخی نوسان شاخص‌ها و تغییرات قیمت سهام، نظریات خود را مطرح سازد. با نگاه کلی به مبانی فکری داو می‌توان دریافت که تمرکز نظریه‌ها و دیدگاه‌های وی بر روی 'حرکت و نوسان قیمت' بوده و پیروان وی موفق شدند با تکامل آن روش، سرمایه‌گذاری بر پایه تحلیل نمودارهای قیمت را به جهان معرفی کنند. گفتارها و دیدگاه‌های داو دربارهٔ رفتار بازار و مباحث روند به نظریه داو شهرت یافته است. نظریه داو بر پایهٔ فلسفه‌ای است که می‌گوید قیمت یا شاخص بازار، هر عامل مهم و معنی‌داری را به درون خود جذب می‌کند و آشکارا آن را بازتاب می‌دهد. درست مانند درخشندگی ماه که نور خورشید را بازتاب می‌دهد. عرضه و تقاضا، حجم داد و ستدها، نوسانات قیمت، نرخ کالاها، نرخ بهره بانکی و هر چیز دیگری با واکنش سرمایه‌گذاران و بازیگران بازار بر روی نمودارهای قیمت دیده می‌شود و می‌توان همه این عوامل را با بررسی تغییرات قیمت یا نماگرهای بازار دریافت. قیمت پایانی روز به عنوان یک متغیر مهم، پیام و نشانه‌های مهمی را برای ناظران بازار ارسال می‌کند و در واقع نشان دهنده روان‌شناسی همه بازیگرانی است که در پیرامون بازار خاصی درگیر هستند. جالب است که ترکیب قضاوت و رأی همه انسان‌های درگیر در خرید و فروش در قیمت پایانی بازتاب می‌شود و با تفسیر و خواندن آن می‌توان به اطلاعات مهمی دست یافت. هدف نظریه داو به‌طور کلی آن است که تغییر مسیر روندهای بزرگ یا حرکت بازار مشخص شود. هدف از تحلیل، یافتن انتظارات بازار و سنجش نیروهای عرضه و تقاضا است.
تحلیل تکنیکی یا تفسیر نمودارهای قیمت به بررسی و مطالعه رفتار و حرکت قیمت (نرخ) در گذشته می‌پردازد تا بر پایهٔ آن بتوان روند آینده را پیش‌بینی نمود. در این بررسی، پیشینه تاریخی و تغییرات قیمت، یگانه راه دسترسی به انتظارات بازار است. برخی سرمایه‌گذاران گمان می‌کنند که این روش تحلیلی به روندها متکی است و تنها برای سفته بازان و کسانی که به نوسان‌های قیمت علاقه دارند سودمند است. با این وجود کاربرد تحلیل تکنیکی تنها منحصر به شناسایی سقف‌ها و کف‌های بازار برای مقاصد افراد سفته‌باز نیست. تقریباً همه سرمایه‌گذاران با انگیزه رقابت و سودآوری، به پیش‌بینی قیمت‌ها و تغییرات روند آینده علاقه نشان می‌دهند. این یک رفتار طبیعی در بین انسان‌ها است که دوست دارند تا پیش از دیگران زمان حرکت‌های بزرگ و سودآور را بیابند. دسته‌ای از سرمایه‌گذاران تلاش می‌کنند تصویری روشن و مطمئن از شرایط آینده بازار را ترسیم کنند. در دل بازار و محل تجمع معامله گران، اغلب سخنان بسیاری دربارهٔ پیشنهادهای خرید و فروش، قیمت یا زمان معامله رد و بدل می‌شود. تحلیل تکنیکی ممکن است برای بسیاری از پرسش‌های معامله گران پاسخ داشته باشد، اما نمی‌توان همواره و به‌طور دقیق و با قابلیت اتکای بالا قیمت‌های آینده، زمان معامله، دارایی مناسب یا میزان رشد قیمت را در یک زمان مشخص تعیین کند. اگر تنها به دنبال یافتن روابط دقیق و راهکارهای مطمئن برای سرمایه‌گذاری هستید، تحلیل تکنیکی روش ایده‌آلی نیست.

## مشاهیر تحلیل فنی

### پدر علم تحلیل فنی کیست؟
خاستگاه تحلیل تکنیکال صدها سال پیش است. برپایهٔ برخی منابع تاریخی به نظر می‌رسد دانش تحلیل تکنیکال برای اولین بار در ژاپن در قرن ۱۸ نمایان شد. بعدها در قرن ۱۹ تحلیل تکنیکال در آمریکا شهرت یافت. در واقع «چارلز هنری داو» کسی بود که در این زمینه شروع به فعالیت کرد. امروزه او را به عنوان پدر علم تحلیل تکنیکال نوین می‌شناسند. در ایران نیز تحلیل تکنیکال جایگاه ویژه‌ای دارد و اگر بخواهیم از پدر علم تحلیل تکنیکال در ایران نام ببریم می‌شود به «حامد هلاکویی» اشاره کرد.

### امواج الیوت به‌دست چه کسی ابداع شد؟
امواج الیوت از سوی رالف نلسون الیوت پدید آمد. رالف الیوت یک حسابدار بود که در سال ۱۹۲۰ مشغول به کار بود. او در دوران فعالیت حرفه‌ای خود درگیر بیماری گوارشی شد و در راستای بیماری خود ناچار به رها کردن حرفهٔ خود برای درمان شد. او برای فرار و دوری جستن از موضوع بیماری خود به بررسی رفتار قیمت سهام‌ها پرداخت. وی در سال ۱۹۳۴ هنگام بررسی‌های خود پی برد که رفتار قیمت‌ها تصادفی نیستند، و برخلاف عوام که رفتار قیمت‌ها را بر پایهٔ هرج و مرج می‌دانستند، وی پی برد که رفتار قیمت‌ها تابع یک الگوی تکرار شونده است. او دانست که این چرخهٔ تکرار شونده متشکل از احساسات معامله‌گران و سرمایه‌گذاران در قالب نوسانات قیمتی خود را نشان می‌دهد. این حرکات و رفتارهای قیمتی متشکل از واحدهایی است که رالف الیوت آنها را Waves یا امواج نام‌گذاری کرد.

## انواع نمودار در تحلیل تکنیکال
نمودارها اطلاعات قیمتِ اوراق بهادار را در طول زمان به صورت گرافیکی نمایش می‌دهند. سه نوع نمودار که در تحلیل تکنیکال کاربرد فراوان دارند، عبارتند از:
- نمودار خطی
- نمودار میله‌ای
- نمودار کندل استیک

این که تحلیلگر کدام‌یک از نمودارها را به‌کار می‌برد، به نوع اطلاعاتی که به دنبال آن هستند و سطح مهارت فردی آن‌ها بستگی دارد.

### نمودار خطی
نمودار خطی ساده‌ترین نمودار در تحلیل تکنیکال است. معمولاً این نمودار قیمت پایانی نماد را در تایم فریمی که مشخص شده است، در طول زمان نشان می‌دهد.

### نمودار میله‌ای
نمودارهای میله‌ای برای نشان دادن حرکت قیمت اوراق بهادار در یک دوره زمانی به‌کار می‌روند. در یک نمودار میله‌ای، قیمت‌های باز شدن، بسته شدن، بالا و پایین سهام یا دیگر ابزارهای مالی در شمای میله‌هایی تعبیه شده‌اند. مجموعه این میله‌ها که از خطوط عمودی تشکیل شده است، نمایانگر هر نقطه قیمتی در بازه زمانی تعیین شده است.

### نمودار کندل استیک
نموداری که قیمت باز شدن، بالاترین (بیشترین) قیمت، پایین ترین (کمترین) قیمت و قیمت بسته شدن هر دارایی یا سهام را در یک واحد زمانی (دقیقه، ساعت، روز، ماه و …) نشان می‌دهد. بخش میانی هر کندل را «بدنه» می‌نامند. اگر قیمت بسته‌ شدن، بیشتر از قیمت باز شدن باشد رنگ بدنه کندل سفید یا سبز و اگر قیمت بسته شدن، کمتر از شروع یا باز شدن باشد رنگ بدنه کندل سیاه یا قرمز است. خطوط نازک بالا و پایین بدنه، نمایانگر دامنه نوسان در بالا و پایین آن دوره زمانی است و به آنها سایه گفته می‌شود.